# Angelika Winzig
Angelika Winzig (ur. 9 maja 1963 w Attnang-Puchheim) – austriacka polityk, przedsiębiorca i samorządowiec, posłanka do Rady Narodowej, deputowana do Parlamentu Europejskiego IX i X kadencji.

## Życiorys
Kształciła się w szkołach w miejscowościach Attnang-Puchheim, Vöcklabruck i Bad Ischl. W 1987 uzyskała magisterium z zarządzania przedsiębiorstwem na Uniwersytecie Ekonomicznym w Wiedniu. Następnie do 1989 odbywała na tej uczelni studia doktoranckie z nauk społecznych i ekonomicznych. W latach 1990–1996 pracowała w koncernie BASF w Ludwigshafen am Rhein, zajmując się marketingiem i strategią. W 1997 założyła własne przedsiębiorstwo pod nazwą Powder Tech Dr. Winzig GmbH, obejmując w nim stanowisko zarządzające. Działaczka organizacji gospodarczych, w tym sekcji handlu i rzemiosła austriackiej izby gospodarczej (Wirtschaftskammer Österreich).
Dołączyła do Austriackiej Partii Ludowej (ÖVP). Od 2003 związana z samorządem rodzinnej miejscowości. Obejmowała różne funkcje w Österreichischer Wirtschaftsbund, organizacji przedsiębiorców afiliowanej przy ÖVP. W 2011 została wiceprzewodniczącą SME Europe, unii małych i średnich przedsiębiorstw działającej przy Europejskiej Partii Ludowej.
W latach 2010–2013 wchodziła w skład Rady Federalnej. W 2013 i 2017 z ramienia Austriackiej Partii Ludowej uzyskiwała mandat deputowanej do Rady Narodowej XXV i XXVI kadencji. W 2019 została wybrana na deputowaną do Parlamentu Europejskiego IX kadencji. Z powodzeniem ubiegała się o poselską reelekcję w 2024.